# Festival Internacional de Cine documental de Copenhague
El Festival Internacional de Cine documental de Copenhague o CPH:DOX es un festival anual de cine documental creado en 2003 en Copenhague, Dinamarca. Desde entonces, CPH:DOX ha ido creciendo hasta convertirse en uno de los festivales de cine documental más importantes de Europa, con más de 114 408 participantes en 2019.

## Historia
CPH:DOX nació para apoyar el cine documental, las películas de no-ficción, el llamado cine arte y el cine experimental independiente, sin despreciar cualquier nueva forma artística audiovisual ni rehuir las provocaciones de los nuevos artistas emergentes, como el caso de Harmony Korine, que ganó el premio CPH:DOX 2009 por su película Trash Humpers. Además de sus siete competiciones internacionales, el festival presenta en paralelo muestras y secciones especiales. En los últimos años, artistas y cineastas como The xx, Anohni, Harmony Korine, Animal Collective, Nan Goldin, Douglas Gordon, Ben Rivers & Ben Russell, Ai Weiwei, The Yes Men, Olafur Eliasson y Naomi Klein & Avi Lewis han participado en los programas de actos fuera de la exhibición de las películas. En paralelo, el festival ha hecho muestras retrospectivas de artistas consagrados como Philippe Grandrieux, Nathalie Djurberg, Vincent Moon, Charles Atlas o James Benning & Sadie Benning, así como instalaciones y exhibiciones de cine y videoarte de artistas como Michelangelo Frammartino, Keren Cytter o el ya citado Charles Atlas. El festival acoge seminarios, debates y eventos, así como una serie de conciertos y eventos de efectos visuales y otros, donde las bandas y artistas como Animal Collective, The Knife, John Maus, Nan Goldin & Genesis P-Orridge, Patti Smith, Beach House han presentado para la ocasión un trabajo original.
En 2009, el festival lanzó el talento internacional de desarrollo y producción de cine taller de CPH:LAB (anteriormente conocido como DOX:LAB), donde alrededor de 20 cineastas están invitados cada año para desarrollar y dirigir una película en equipos de dos. CPH:LAB ha sido un formato de gran éxito con películas que han sido estrenadas o han ganado premios en festivales de cine como el de Venecia, la Berlinale, Rótterdam u otros.
Tras la edición 2015 de CPH:DOX, el festival anunció que iba a cambiar sus fechas a partir de noviembre a marzo y la primera de la nueva primavera ediciones del festival se celebró del 16 al 26 de marzo de 2017, con céntricamente situado, el Kunsthal Charlottenborg como el nuevo festival centro.
CPH:DOX forma parte de la Doc Alliance, una asociación creativa de 7 festivales europeos de cine documental.

## Premios
Los jurados de entregar premios en siete competencia internacional de los programas de:
- Premio CPH:DOX para una película de cine documental internacional.
- Premio NEW:VISION para una película de cine documental experimental.
- Premio F:ACT para películas mixtas de periodismo de investigación y de documentación.
- Premio NORDIC:DOX para el documental de uno de los países participantes.
- Premio NEXT:WAVE para nuevos cineastas y artistas.
- Premio Pilitiken:Danish:Dox otorgado por un jurado de críticos de cine del periódico danés Pilitiken.
- Premio Doc Alliance es entregado en colaboración con otros seis festivales de cine documental europeas a una de los siete películas nominadas por los participantes de los festivales.

## Ganadores absolutos

### Premio CPH:DOX
| Año          | Película                            | Director                                 | País           |
| ------------ | ----------------------------------- | ---------------------------------------- | -------------- |
| 02003 (1st)  | The Damned and the Sacred           | Jos de Putter                            | Países Bajos   |
| 02004 (2nd)  | Darwin's Nightmare (shared)         | Hubert Sauper                            | Austria        |
| 02004 (2nd)  | The 3 Rooms of Melancholia (shared) | Pirjo Honkasalo                          | Finlandia      |
| 02005 (3rd)  | Workingman's Death (shared)         | Michael Glawogger                        | Austria        |
| 02005 (3rd)  | The White Diamond (shared)          | Werner Herzog                            | Alemania       |
| 02006 (4th)  | Black Sun                           | Gary Tarn                                | Reino Unido    |
| 02007 (5th)  | Santa Fe Street                     | Carmen Castillo                          | Chile          |
| 02008 (6th)  | Burma VJ                            | Anders Østergaard                        | Dinamarca      |
| 02009 (7th)  | Trash Humpers                       | Harmony Korine                           | Estados Unidos |
| 02010 (8th)  | Le Quattro Volte                    | Michelangelo Frammartino                 | Italia         |
| 02011 (9th)  | Two Years at Sea                    | Ben Rivers                               | Reino Unido    |
| 02012 (10th) | The Act of Killing                  | Joshua Oppenheimer                       | Dinamarca      |
| 02013 (11th) | Bloody Beans                        | Narimane Mari                            | Argelia        |
| 02014 (12th) | The Look of Silence                 | Joshua Oppenheimer                       | Dinamarca      |
| 02015 (13th) | God Bless the Child                 | Robert Machoian, Rodrigo Ojeda-Beck      | Estados Unidos |
| 02017 (14th) | Last Men in Aleppo                  | Feras Fayyad                             | Dinamarca      |
| 02018 (15th) | The Raft                            | Marcus Lindeen                           | Suecia         |
| 02019 (16th) | Ridge                               | John Skoog                               | Suecia         |
| 02020 (17th) | Songs of Repression                 | Estephan Wagner & Marianne Hougen-Moraga | Dinamarca      |

## Festivales celebrados

### 2003 CPH:DOX
| Premio                  | Película                                      | Director                            |
| ----------------------- | --------------------------------------------- | ----------------------------------- |
| CPH:DOX                 | The Damned and the Sacred (Dans, Grozny dans) | Jos de Putter                       |
| CPH:DOX Special Mention | Screaming Men (Huutajat - Screaming Men)      | Mika Ronkainen                      |
| Amnesty                 | Bus 174 (Ônibus 174)                          | José Padilha                        |
| Amnesty Special Mention | Cuban Rafters (Balseros)                      | Carlos Bosch & Josep Maria Domènech |

### 2004 CPH:DOX
| Premio                           | Película                                                                | Director                       |
| -------------------------------- | ----------------------------------------------------------------------- | ------------------------------ |
| CPH:DOX Award                    | Darwin's Nightmare The 3 Rooms of Melancholia (Melancholian 3 huonetta) | Hubert Sauper Pirjo Honkasalo  |
| Amnesty:Award                    | Justice (Justiça)                                                       | Maria Ramos                    |
| Amnesty:Award Special Mention    | Disbelief (Nedoverie)                                                   | Andrei Nekrasov                |
| New:Vision Award                 | I Love You All (Aus Liebe zum Volk)                                     | Audrey Maurion & Eyal Sivan    |
| New:Vision Award Special Mention | Max by Chance (Rejsen på ophavet) Gunnar Goes Comfortable               | Max Kestner Gunnar Hall Jensen |

### 2005 CPH:DOX
| Premio                           | Película                                                  | Director                        |
| -------------------------------- | --------------------------------------------------------- | ------------------------------- |
| CPH:DOX Award                    | Workingman's Death The White Diamond                      | Michael Glawogger Werner Herzog |
| CPH:DOX Award Special Mention    | Odessa... Odessa!                                         | Michale Boganim                 |
| Amnesty:Award                    | Viva Zapatero!                                            | Sabina Guzzanti                 |
| Amnesty:Award Special Mention    | Shake Hands with the Devil: The Journey of Roméo Dallaire | Peter Raymont                   |
| New:Vision Award                 | Trains of Winnipeg: 14 Film Poems                         | Clive Holden                    |
| New:Vision Award Special Mention | Cultural Quarter                                          | Mike Stubbs                     |

### 2006 CPH:DOX
| Premio                        | Película                                                                                               | Director                                                             |
| ----------------------------- | --- | -------------------------------------------------------------------- |
| CPH:DOX Award                 | Black Sun                                                                                              | Gary Tarn                                                            |
| CPH:DOX Award Special Mention | The Monastery: Mr. Vig and the Nun                                                                     | Pernille Rose Grønkjær                                               |
| Amnesty:Award                 | The Prize of the Pole                                                                                  | Staffan Julén                                                        |
| Amnesty:Award Special Mention | Voices of Bam (Stemmen van Bam) Maquilapolis - City of Factories (Maquilápolis)                        | Maasja Ooms & Aliona van der Horst Vicky Funari & Sergio de la Torre |
| New:Vision Award (short)      | Eine Million Kredit ist normal sagt mein Grossvater                                                    | Gabriele Mathes                                                      |
| New:Vision Award (long)       | Zidane: A 21st Century Portrait (Zidane, un portrait du 21e siècle) Tarachime birth/mother (Tarachime) | Douglas Gordon & Philippe Parreno Naomi Kawase                       |
| Sound & Vision Award          | Dave Chappelle's Block Party                                                                           | Michel Gondry                                                        |

### 2007 CPH:DOX
| Premio                               | Película                         | Director                    |
| ------------------------------------ | -------------------------------- | --------------------------- |
| CPH:DOX Award                        | Santa Fe Street (Calle Santa Fe) | Carmen Castillo             |
| CPH:DOX Award Special Mention        | Vesterbro                        | Michael Noer                |
| Amnesty:Award                        | No End in Sight                  | Charles Ferguson            |
| Amnesty:Award Special Mention        | The Not Dead Umbrella (San)      | Brian Hill Du Haibin        |
| New:Vision Award (short)             | France 2007                      | Gee-Jung Jun                |
| New:Vision Award (long)              | Dust (Staub) A Crime Against Art | Hartmut Bitomsky Hila Peleg |
| Sound & Vision Award                 | Joy Division                     | Grant Gee                   |
| Sound & Vision Award Special Mention | Pilgrimage from Scattered Points | Luke Fowler                 |

### 2008 CPH:DOX
| Premio                               | Película                       | Director                                                               |
| ------------------------------------ | ------------------------------ | ---------------------------------------------------------------------- |
| CPH:DOX Award                        | Burma VJ                       | Anders Østergaard                                                      |
| CPH:DOX Award Special Mention        | Maggie in Wonderland           | Mark Hammersberg, Ester Martin Bergsmark and Beatrice Maggie Andersson |
| Amnesty:Award                        | Burma VJ                       | Anders Østergaard                                                      |
| Amnesty:Award Special Mention        | Dynamiters, Assassins, Fiends. | Joseph Bullman                                                         |
| New:Vision Award                     | The Feature                    | Michel Auder, Andrew Neel                                              |
| New:Vision Award Special Mention     | Morakot                        | Apichatpong Weerasethakul                                              |
| Sound & Vision Award                 | Anvil! The Story of Anvil      | Sacha Gervasi                                                          |
| Sound & Vision Award Special Mention | Gogol Bordello Non-Stop        | Margarita Jimeno                                                       |

### 2009 CPH:DOX
| Premio                               | Película                                | Director                          |
| ------------------------------------ | --------------------------------------- | --------------------------------- |
| CPH:DOX Award                        | Trash Humpers                           | Harmony Korine                    |
| DOX Award Special Mention            | Mr. Governor                            | Måns Månsson                      |
| Amnesty:Award                        | Presumed Guilty                         | Geoffrey Smith, Roberto Hernández |
| Amnesty:Award Special Mention        | Defamation                              | Yoav Shamir                       |
| New:Vision Award                     | shared by: O'er The Land and Trypps 1-6 | Deborah Stratment / Ben Russell   |
| Sound & Vision Award                 | La Faute Des Fleurs                     | Vincent Moon                      |
| Sound & Vision Award Special Mention | The Delian Mode                         | Kara Blake                        |

### 2010 CPH:DOX
| Premio                               | Película                                                | Director                          |
| ------------------------------------ | ------------------------------------------------------- | --------------------------------- |
| CPH:DOX Award                        | Le Quattro Volte                                        | Michelangelo Frammartino          |
| CPH:DOX Award Special Mention        | The Autobiography of Nicolae Cweaucescu                 | Andrei Ujica                      |
| Danish:Dox Award                     | shared by: The Naked of St. Petersburg and Empire North | Ada Bligaard Søby / Jakob Boeskov |
| Danish:Dox Award Special Mention     | Fini                                                    | Jacob Schulsinger                 |
| Amnesty:Award                        | Pink Saris                                              | Kim Longinotto                    |
| New:Vision Award                     | In Free Fall                                            | Hito Steyerl                      |
| New:Vision Award Special Mention     | Out                                                     | Roee Rosen                        |
| Sound & Vision Award                 | Separado                                                | Dylan Goch, Gruff Rhys            |
| Sound & Vision Award Special Mention | Backyard                                                | Árni Sveinsson                    |
| Short:Dox Award                      | Irma                                                    | Charles Fairbanks                 |
| Politiken Audience Award             | Lost Inside a Dream – The Story of Dizzy Mizz Lizzy     | Theis Molin                       |

### 2011 CPH:DOX
| Premio                   | Película                                                        | Director                                                             |
| ------------------------ | --------------------------------------------------------------- | -------------------------------------------------------------------- |
| CPH:DOX Award            | Two Years at Sea                                                | Ben Rivers                                                           |
| New:Vision Award         | It May Be That Beauty Has Strengthen Our Resolve - Masao Adachi | Philippe Grandrieux                                                  |
| Amnesty:Award            | Crulic - The Path Beyond                                        | Anca Damian                                                          |
| Nordic:Dox Award         | Imagining Emmanuel                                              | Thomas Østbye                                                        |
| Sound & Vision Award     | Grandma Lo-fi: The Basement Tapes of Sigrídur Nielsdóttir       | Kristín Björk Kristjánsdóttir, Orri Jónsson & Ingibjörg Birgisdóttir |
| Politiken Audience Award | Pina                                                            | Wim Wenders                                                          |

### 2012 CPH:DOX
| Premio                   | Película            | Director                                |
| ------------------------ | ------------------- | --------------------------------------- |
| CPH:DOX Award            | The Act of Killing  | Joshua Oppenheimer                      |
| New:Vision Award         | Leviathan           | Lucien Castaing-Taylor & Véréna Paravel |
| Nordic:Dox Award         | Searching for Bill  | Jonas Poher Rasmussen                   |
| Amnesty:Award            | Tomorrow            | Andrey Gryazev                          |
| Sound & Vision Award     | Beware of Mr. Baker | Jay Bulger                              |
| Politiken Audience Award | A Normal Life       | Mikala Krogh                            |

### 2013 CPH:DOX
| Premio                           | Película                         | Director                     |
| -------------------------------- | -------------------------------- | ---------------------------- |
| CPH:DOX Award                    | Bloody Beans                     | Narimane Mari                |
| New:Vision Award                 | A Spell to Ward Off the Darkness | Ben Rivers & Ben Russell     |
| New:Vision Award Special Mention | Alexander                        | Wilhelm Sasnal & Anka Sasnal |
| Nordic:Dox Award                 | After You                        | Marius Dybwad Brandrud       |
| F:ACT Award                      | Dirty Wars                       | Richard Rowley               |
| Politiken Audience Award         | Everyday Rebellion               | Arash & Arman Riahi          |

### 2014 CPH:DOX
| Premio                        | Película                         | Director                      |
| ----------------------------- | -------------------------------- | ----------------------------- |
| CPH:DOX Award                 | The Look of Silence              | Joshua Oppenheimer            |
| CPH:DOX Award Special Mention | Democrats                        | Camilla Nilsson               |
| New:Vision Award              | The Dent                         | Basim Magdy                   |
| Nordic:Dox Award              | Olmo & the Seagull               | Lea Glob & Petra Costa        |
| F:ACT Award                   | E-Team                           | Katy Chevigny & Ross Kauffman |
| Politiken Audience Award      | Just Eat It - A Food Waste Story | Grant Baldwin                 |

### 2015 CPH:DOX
| Premio                           | Película            | Director                                |
| -------------------------------- | ------------------- | --------------------------------------- |
| CPH:DOX Award                    | God Bless the Child | Robert Machoian & Rodrigo Ojeda-Beck    |
| CPH:DOX Award Special Mention    | Uncertain           | Ewan McNicol & Anna Sandilands          |
| New:Vision Award                 | The Digger          | Ali Cherri                              |
| New:Vision Award                 | Bending to Earth    | Rosa Barba                              |
| Nordic:Dox Award                 | Return of the Atom  | Mika Taanila & Jussi Eerola             |
| Nordic:Dox Award Special Mention | Time Passes         | Ane Hjort Guttu                         |
| F:ACT Award                      | Among the Believers | Hemal Trivedi & Mohammed Ali Naqvi      |
| F:ACT Special Mention            | (T)ERROR            | Lyric R. Cabral & David Felix Sutcliffe |
| Politiken Audience Award         | The Fear of 13      | David Sington                           |

### 2017 CPH:DOX
| Premio                           | Película                              | Director                                       |
| -------------------------------- | ------------------------------------- | ---------------------------------------------- |
| CPH:DOX Award                    | Last Men in Aleppo                    | Feras Fayyad, co-directed by Steen Johannessen |
| CPH:DOX Award Special Mention    | Gray House                            | Austin Lynch & Matthew Booth                   |
| CPH:DOX Special Mention          | The John Dalli Mystery                | Jeppe Rønde                                    |
| New:Vision                       | Life Imitation                        | Chen Zhou                                      |
| New:Vision Award Special Mention | The Lost Dreams of Naoki Hayakawa     | Ane Hjort Guttu & Daisuke Kosugi               |
| Nordic:Dox                       | Land of the Free                      | Camilla Magid                                  |
| Nordic:Dox Award Special Mention | 69 Minutes of 86 Days                 | Egil Håskjold Larsen                           |
| F:ACT                            | Radio Kobani                          | Reber Dosky                                    |
| F:ACT Award Special Mention      | Trophy                                | Schaul Schwarz & Christina Clusiau             |
| Next:Wave Award                  | 1996 Lucy and the Corpses in the Pool | Marcos Migliavacca & Nahuel Lahora             |
| Next:Wave Award Special Mention  | Phantom of Illumination               | Wattanapume Laisuwanchai                       |
| Politiken Audience Award         | City of Ghosts                        | Matthew Heineman                               |

### 2018 CPH:DOX
| Premio                           | Película            | Director                              |
| -------------------------------- | ------------------- | ------------------------------------- |
| CPH:DOX Award                    | The Raft            | Marcus Lindeen                        |
| CPH:DOX Award Special Mention    | América             | Chase Whiteside & Erick Stoll         |
| New:Vision Award                 | Wild Relatives      | Jumana Manna                          |
| New:Vision Award Special Mention | Translations        | Tinne Zenner                          |
| Nordic:Dox Award                 | Lykkelænder         | Lasse Lau                             |
| Nordic:Dox Award Special Mention | The Night           | Steffan Strandberg                    |
| F:ACT Award                      | Laila at the Bridge | Elissa & Gulistan Mirzaei             |
| Next:Wave Award                  | Beautiful Things    | Giorgio Ferrero                       |
| Next:Wave Award Special Mention  | Minding the Gap     | Bing Liu                              |
| Next:Wave Award Special Mention  | Conventional Sins   | Anat Yuta Zruia & Shira Clara Winther |
| Politiken Audience Award         | False Confessions   | Katrine Philp                         |

### 2019 CPH:DOX
| Premio                           | Película                | Director                           |
| -------------------------------- | ----------------------- | ---------------------------------- |
| CPH:DOX Award                    | Ridge                   | John Skoog                         |
| CPH:DOX Award Special Mention    | Searching Eva           | Pia Hellenthaler                   |
| New:Vision Award                 | A Moon for My Father    | Mania Akbari & Douglas White       |
| Nordic:Dox Award                 | The Men's Room          | Petter Sommer & Jo Vemund Svendsen |
| Nordic:Dox Award Special Mention | Mating                  | Lina Mannheimer                    |
| F:ACT Award                      | Dark Suns               | Julien Elie                        |
| F:act:Award Special Mention      | Midnight Family         | Luke Lorentzen                     |
| Next:Wave Award                  | Kabul, City in the Wind | Aboozar Amini                      |
| Next:Wave Award Special Mention  | Inland                  | Juan Palacios                      |
| Politiken Audience Award         | Push                    | Fredrik Gertten                    |

### 2020 CPH:DOX
| Premio                     | Película                 | Director                                 |
| -------------------------- | ------------------------ | ---------------------------------------- |
| CPH:DOX                    | Songs of Repression      | Estephan Wagner & Marianne Hougen-Moraga |
| New:Vision                 | South                    | Morgan Quaintance                        |
| New:Vision Special Mention | Mother’s Tongue          | Wingyee Wu & Lap-See Lam                 |
| Nordic:Dox                 | Being Eriko              | Jannik Splidsboel                        |
| Nordic:Dox Special Mention | Själö - Island of Souls  | Lotta Petronella                         |
| F:ACT                      | We Hold the Line         | Marc Wiese                               |
| F:ACT: Special Mention     | The Social Dilemma       | Jeff Orlowski                            |
| Next:Wave                  | Mayor                    | David Osit                               |
| Next:Wave Special Mention  | Sisters with Transistors | Lisa Rovner                              |
| Politiken:Danish:Dox       | Songs of Repression      | Estephan Wagner & Marianne Hougen-Moraga |